# المتلازمة التالية للتروية
المتلازمة التالية للتروية والمعروفة أيضا باسم رأس المضخة، هي مجموعة قصور عصبي تنسب إلى المجازة القلب رئوية (CPB) خلال عملية القلب الجراحية. أعراض المتلازمة التالية للتروية خفية وتشتمل على العيوب القصير المرتبطة بالانتباه والتركيز والذاكرة علي المدي القصير، ووظيفة الخركة الناعمة ووظيفة الاستجابات النفسية والحركية. {1} وقد أظهرت الدراسات وجود نسبة عالية من العجز العصبي بعد وقت قصير من العملية جراحية ولكن العجز عابر مع إعاقة غير دائمة للجهاز العصبي. {3} {5}

## الدليل علي المتلازمة التالية للتروية
أظهرت دراسة نيومان وآخرون من مركز جامعة ديوك الطبي التي نشرت في مجلة نيو انجلاند الطبية زيادة التدهور الإدراكي بعد العملية الجراحية في الشريان التاجي (تحويل مسار الشريان التاجي) كلاهما على الفور (53 في المائة عند الخروج من المستشفى) وعلى مر الزمن (36 في المائة قبل ستة أسابيع و24 في المائة في ستة أشهر و42 في المائة في خمس سنوات). {7} تبين هذه الدراسة وجود علاقة تراجع عصبي معرفي عند تحويل مسار الشريان التاجي CABG، ولكن لا تظهر العلاقة السببية، وتفتقر الدراسة الي مجموعة الضبط، وتعتبر دليل من المستوى الثاني - الثالث. وأظهر أيضا الإحصاء الحسابي للتدهور المعرفي الذي نتج موثوقية أقل، بسبب اثار الممارسة وأخطاء قياس والتراجع عن الظاهرة الرئيسية {9}
وقد قارنت الدراسات التالية تحويل عملية مسار الشريان التاجي «على الضخ» لإيقاف ضخ خثارة الشريان التاجي (OPCAB)، ووضع ضوابط أساسية للمقارنة بين حالات الهبوط العصبي في عملية تحويل مسار الشريان التاجي مع أو بدون استخدام CPB. دراسة صغيرة (مجموعة من 60 مريض، 30 في كل فرع معالجة)، زمفار وآخرون، أظهرت الضعف العصبي اللاحق بعد اسبوع و10 أسابيع من العملية الجراحي. {11} دراسة أكبر (281 مجموع المرضى) من القاعدة فان دايك وآخرون. وأظهرت جراحة تحويل مسار الشريان التاجي دون تجاوز القلب تحسين نتائج المعرفية 3 أشهر بعد العملية، لكنها كانت محدودة الآثار وأصبحت ضئيلة للغاية في 12 شهرا. وعلاوة على ذلك، فان دايك وأظهرت الدراسة أن لا فرق بين المضخة وعلى ضخ مجموعات قبالة في نوعية الحياة، ومعدل السكتة الدماغية، أو يسبب وفيات في كل 3 أشهر و12 شهرا. وجدت دراسة جنسن وآخرون التي نشرت للتداول أنه ليس هناك فرقا كبيرا في أحداث خلل المعرفية بعد 3 أشهر من حدوث خلل المعرفية OPCAB أو التحويل التقليدي لمسار ضخ الشريان التاجي. {15}
وبالنظر إلى الأدلة المذكورة أعلاه، هناك نسبة عالية من العجز العصبي بعد العملية الجراحية، ولكنه عجز عابر ليس مصحوبا بضعف عصبي دائم. تم دراسة السيطرة علي «مسارالضخ» مقابل «الضخ الخارجي» فقط عند تحديد جراحة القلب لتحويل مسار الشريان التاجي وليس بالضرورة التعميم على أنواع أخرى من جراحة القلب. وفي الاونة الأخيرة سمح التقدم الحالي عبر القسطرة عن طريق الجلد واستبدال الصمام بالمقارنة بين أنواع أخرى من جراحة القلب مع أو بدون CPB.

## العجز العصبي نتيجة لأمراض الأوعية الدموية
تقارن دراسة ماكخان وآخرون (17) النتائج العصبية المعرفية بين من يعانون من مرض الشريان التاجي (CAD) إلمنضبطين صحيا في القلب (الناس مع عدم وجود عوامل خطورة من أمراض القلب). تم تقسيم الناس معCAD الي العلاج مع تحويل مسار الشريان التاجي وOPCAB والعلاج الطبي غير الجراحي. كان أداء المجموعات الثلاثة مع CAD اقل من ذلك بكثير في أسس ضوابط القلب الصحية. تحسنت جميع المجموعات خلال 3 أشهر، وكانت هناك الحد الادني من التغييرات الداخلية الخضوع من 3 حتي 12 شهرا. لم يلاحظ أي اختلاف كبير بين مرضي تحويل مسار الشريان التاجي والمرضي خارج المضخة. واستنتج الكتاب أن المرضى الذين يعانون منذ فترة طويلة من الشريان التاجي لديهم درجة معينة من ضعف الإدراك الثانوي للأمراض القلبية الوعائية قبل الجراحة، وليس هناك أي دليل على أن الاختبار المعرفي الذي تم اجراؤه لمرضي جراحة تغيير الشرايين يختلف عن الاختبار الذي تم اجراؤه لجماعات المراقبة المماثلة لمرضي الشريان التاجي مع المتابعة لاكثر من 12 شهر. وتوصلت دراسة سيلينس واخرون ذات الصلة بأن مرضى تحويل الشريان التاجي لم تختلف عن مجموعة المراقبة غير الجراحية، مقارنة مع مرضي الشريان التاجي بعد سنة أو ثلاثة سنوات من الاختبار الأساسي. تشير هذه الحقائق إلى أن الانخفاض الإدراكي بعد عملية ترقيع الشريان التاجي التجاوزي التي ذكرها سابقا نيومان واخرون (21) قد لا تكون محددة للاستخدام في التجاوز القلبي، ولكن قد تحدث أيضا في المرضى الذين يعانون من عوامل خطر مماثل لامراض القلب والشرايين والأمراض الدماغية الوعائية.

## مقترح (فرضية) آلية الإصابة
اقتنع الأطباء أن سبب المتلازمة هو الحطام الصغيرة وفقاعات الهواء (صغيرة الرأس) التي تدخل القلب والدماغ عن طريق التجاوز. يحاول الجراحين تقليل الوقت المستغرق في التجاوز لخفض عجز ما بعد الجراحة. أظهرت الدراسات زيادة في الوقت المستغرق في التجاوز مع حدوث المتلازمة التالية للتروية وزيادة معدل الوفيات. {23}

## متلازمة التالية للتروية في الصحافة
وقد اجتذبت المتلازمة التالية للتروية سمعة عامة سيئة بعد عملية التجاوز التاجي السابقة للرئيس الاميركي بيل كلينتون ونائب الرئيس ديك تشيني. تكهن المستفسر الوطني ان كلينتون شهدت ضرر انهاكي دائم في الدماغ {25} باستخدام الموضوع NEJM الذي نوقش أعلاه لتوفير مصداقية لهذه المطالبة.